# یعقوب کذاب (فیلم ۱۹۹۹)
یعقوب کذاب (به انگلیسی: Jakob the Liar) فیلمی است محصول سال ۱۹۹۹ به کارگردانی پیتر کاسوویتز که بر اساس رمانی آلمانی یعقوب کذاب، اثر یورک بکر، ساخته شده‌ است. در این فیلم بازیگرانی همچون رابین ویلیامز، آلن آرکین، لیو شرایبر، هانا تیلور-گوردون، نینا شیماشکو و باب بالابان ایفای نقش کرده‌اند.
این فیلم بازسازی یعقوب کذاب (۱۹۷۵) به کاگردانی فرانک بایر است. 